# شين الوقف
شين الوقف هي حرف شين يجعله بعض العرب بدلا من كاف المؤنث في حالة الوقف، حرصا على البيان، لأن الكسرة الدالة على التأنيث تختفي في الوقف فأبدلوها شينا. نحو قولهم: عليش: في عليك، ومنش: في منك، ومررت بش: في مررت بك.